# Gianni Balugani
Gianni Balugani (Modena, 25 maggio 1946) è un allenatore di calcio ed ex calciatore italiano, di ruolo difensore.

## Carriera

### Giocatore
Disputa cinque campionati di Serie B con la maglia del Modena totalizzando 57 presenze in serie cadetta. In seguito, dopo una breve parentesi al Savoia, si trasferisce al Lanciano dove vince il campionato di Serie D 1977-1978 e termina la carriera di calciatore iniziando quella di allenatore.

### Allenatore
La sua lunga carriera da allenatore si svolge dal 1978 al 2006, prevalentemente sui campi della Serie C1 e della Serie C2. Nel 2012 allena le giovanili , dal 2015 allena la prima squadra , dal 2016 è dirigente e nel 2019 è nuovamente alla guida del Formigine